# Землетрясение у берегов Суматры (2010)
Землетрясение у берегов Суматры (2010) — землетрясение, произошедшее возле Ментавайских островов в 80 км к юго-западу от Суматры в Индонезии 25 октября 2010 года в 14:42 по универсальному скоординированному времени. По сообщениям Геологической службы США, согласно предварительным данным, сила землетрясения составила 7,7 магнитуд по шкале Рихтера (по другим данным — 7,2). Землетрясение сопровождалось чередой афтершоков. Общее число толчков составило десять штук, а их магнитуда колебалась в диапазоне от 5,0 до 6,2.

## Афтершоки
Через 5 часов после основного сейсмического удара, 25 октября 2010 года в 19:37:31 (UTC) в этом же регионе, на глубине 26,0 км произошёл афтершок магнитудой 6,3. Эпицентр землетрясения находился в 151,4 км к юго-западу от города Сунгайпенух. Подземные толчки ощущались в Бенкулу на Суматре. Сообщений о дополнительных жертвах и разрушениях не поступало.

## Извержение вулкана
Вечером 26 октября проснулся наиболее активный в Индонезии вулкан Мерапи, находящийся в центральной части острова Ява. Его извержение привело к гибели 29 человек. До начала извержения вулкана около 30 тысяч человек были эвакуированы; многие из них остались без крыши над головой. По мнению специалистов, нельзя исключить и новых извержений Мерапи. Несмотря на малую разницу во времени, землетрясение и извержение вулкана, по всей видимости, никак не связаны между собой.
30 октября случилось ещё одно извержение, а уже 4 ноября вулкан стал извергаться с новой силой. К 8 ноября число жертв извержения достигло 153 человек. 218 человек числились пропавшими без вести.

## Последствия
Землетрясение вызвало волну цунами. Более всего пострадал остров Пагай-Селатан, где волны, по официальным данным, достигали трёх метров в высоту. Цунами проникло на 600 метров вглубь острова, и в некоторых деревнях вода подобралась к крышам домов. А в деревне Мунтей на острове Силабу было уничтожено 80 % строений. По состоянию на 28 октября число жертв цунами составляло не менее 343 человек. Ещё по крайней мере 338 числились пропавшими без вести. К 30 октября число жертв достигло 413 человек, а число пропавших без вести сократилось до 298 человек. Ко 2 ноября число пропавших без вести сократилось до 88 человек.
После землетрясения индонезийские власти предупредили население о приближающемся цунами, однако позднее предупреждение было снято, поскольку волнение усилилось не сразу. Австралийские СМИ сообщили о пропаже лодки с девятью сёрферами на борту.
В результате по разным оценкам от 454 до 528 человек погибли, 349 получили ранения. Экономический ущерб составил 35,27 млн долларов США.

## Реакция правительства
Правительство Индонезии заявило, что не было готово к таким ударам стихии. Президент Индонезии Сусило Бамбанг Юдойоно прервал свой визит во Вьетнам, не дождавшись открытия ежегодного саммита стран Ассоциации Юго-восточной Азии.

## Спасательная операция
27 октября в зону бедствия — к островам архипелага Ментавай у западного побережья Суматры — наконец, добрались спасатели. Добираться им пришлось на самолётах и вертолётах. Поисковая операция осложняется плохими погодными условиями: сильным ветром и высокими волнами. Сообщается, что из-за нехватки людей найденные тела не закапываются, а просто укладываются рядом. Также испытывается нехватка продовольствия, питьевой воды, палаток и медикаментов.
30 октября власти Индонезии сообщили, что обнаружены 135 человек, числившихся пропавшими без вести. Им удалось выжить, укрывшись от цунами на возвышенности, где их и обнаружили спасатели.
2 ноября сообщалось, что в спасательной операции участвуют не менее полутора тысяч добровольцев. Большая часть помощи скопилась в городах Сикакап и Таилелео, однако не могла быть распределена по деревням из-за того, что цунами уничтожило большую часть лодок. К Ментавэю было также направлено четыре корабля индонезийских ВМС и несколько вертолётов Ми-17. Отмечалось, что в первые дни вертолёты являлись зачастую единственным способом доставить гуманитарную помощь в отдалённые районы. Однако из-за непогоды использование вертолётов также было затруднено.
Эвакуируются жители из района извержения вулкана. У многих, находившихся в непосредственной близости к вулкану, ожоги поверхности тела.
Австралийских сёрферов нашли 27 октября в районе эпицентра землетрясения. Сначала их лодку накрыло волной, а потом загорелся топливный бак, однако никто не погиб.